# Регионални музеј у Добоју
ЈУ Музеј у Добоју, пуног назива Јавна установа Музеј у Добоју, шире познат под старим називом Регионални музеј у Добоју, је матична културна установа од великог регионалног значаја. Музеј у Добоју, према територијалној организацији музеја у Републици Српској, има статус матичног музеја. По оснивачкој структури, типу и матичности у Републици Српској — односно чији су оснивачи јединице локалне самоуправе, Рјешењем министарства утврђен статус матичности — Музеј у Добоју је музеј општег типа, односно комплексног типа са одјељењима археологије, историје, етнологије, природњачких наука и историје умјетности у Републици Српској. Запослених у Музеју у Добоју је шест особа а седам је програма.
Музеј у Добоју посједује велику збирку предмета од великог значаја за регију Добој, али својим дјеловањем покрива простор сјеверо-источног дијела Републике Српске. Од самог оснивања поставке Музеја у Добоју су презентоване на начин да свједочи о животу на овом подручју од палеолита до данас. Музеј посједује око 20000 предмета. Мањи дио збирке је предочен јавности, отприлике петина од укупне колекције. Музеалије су распоређене на два спрата у пет изложбених простора и расположивом простору у ходнику. У плану су опремање још једног спрата и уређење простора који већ постоји, тренутно у фази реализације. У депоу у оквиру Музеја се налази остатак збирке који још није предочен јавности.
ЈУ Музеј у Добоју је основан 8. новембра 1956. године. Од самог оснивања па до ратних дејстава у Босни и Херцеговини Музеј у Добоју је дјеловао на подручју шире добојске регије.
ЈУ Музеј у Добоју од 1995. године дјелује на подручју 10 општина који данас припадају регији Добој у Републици Српској: Добој, Дервента, Модрича, Теслић, Брод, Шамац, Петрово, Станари, Вукосавље и Лончари (Доњи Жабар). Дакле, Музеј у Добоју покрива простор са око 600 насеља. Због недефинисане мреже музеја у Републици Српској, простор дјеловања Музеја у Добоју је знатно шири. Музеј у Добоју према потреби дјелује и на подручју Сарајевско-романијске регије али и за шире подручје сјеверне Босне.

## Правно уређење и финансирање рада ЈУ Музеја у Добоју
У Републици Српској постоји десет музеја који су према територијалној надлежности организовани као централни, матични и локални музеји. Музеј у Добоју има статус матичног музеја, уз Музеј Козаре у Приједору и Музеј Херцеговине у Требињу.
Музеј у Добоју је комплексан и у погледу финансирања па су ту укључена Влада Републике Српске, Министарство просјете и културе Републике Српске и Град Добој а за програмске активности укључени су и фондови или институције које финансирају пројекте из културе. За 2022. годину обезбјеђена су средства за уређење поткровља Музеја, реализација је у току. За пројекат под називом Реализација дијела сталне поставке "Нематеријално културно насљеђе сјеверно-источне Босне" обезбјеђена су средства од 10.000,00 КМ средства из текућег гранта “Суфинансирање пројеката културе у Босни и Херцеговини” за 2022. годину.

#### Релевантни Закони
- Закон о музејској дјелатности Републике Српске (Службени гласник Републике Српске, бр. 112/21)
- Закон о Буџету институција Босне и Херцеговине и међународних обавеза Босне и Херцеговине

## Положај и смјештај
Музеј је смјештен у адаптираној згради, завршеној 1938. године, у улици Видовданска 4 у ширем централном дијелу Добоја. Зграда је првобитно била Хрватски католички просвјетни дом. Акција изградње зграде започела је још 1935. године.
Визуелни идентитет зграде Музеја у Добоју допуњује и пано елипсастог облика, пречника метар и по, израђен у теракоти. Ријеч је о натпису имена музеја и постављен изнад врата. У центру тог натписа уграђен је један музејски експонат који потиче од прије три и по хиљаде година. Пано је израђен 2009. године аутора Драге Хандановића, добојског умјетника.

## Називи институције
Од свог оснивања па до данас Музеј у Добоју је више пута мијењао своје име. Називи музеја у Добоју, по хронологији на основу података у Музеју, су били:
1. Завичајни музеј у Добоју (1956—1989);
2. Регионални музеј у Добоју (1989—2002);
3. Музеј у Добоју (2002—2012);
4. ЈУ Музеј у Добоју (2012-...).

Тренутни назив музеја је Јавна установа Музеј у Добоју али, и сада је у широј употреби, ранији назив Регионални музеј у Добоју.

## Историјат Музеја у Добоју
Оснивање и рад Музеја у ФНР (1963) Југославији
Музеј у Добоју основан је 8. новембра 1956. године као музеј комплексног типа са одјељењима археологије, историје и етнологије на подручју Народног одбора среза Добој као Завичајни музеј. Завичајни музеј у Добоју је био надлежан за подручје 12 општина која су припадале добојској регији прије територијалног разграничења на два ентинтета: Добој, Тешањ, Дервента, Модрича, Теслић, Брод, Оџак, Завидовићи, Маглај, Жепче, Шамац и Градачац.
Први директор Музеја била је етнолог Оливера Ћулибрк. Oд почетка рада Музеја заступљене су научне дисциплине: археологија, историја и етнологија. У данашњој згради у којој се налази Музеј од 1965. године, основана је прва стална поставка која је била из Народноослободилачка борбе. Три године касније, 1968. године оформљена је и археолошка поставка, која је непрестано допуњавана, да би стални изглед добила 1984. године све до посљедње обнове 2022. године. Првобитни изложбени простор у оквиру зграде износио је око 250 m².
Музеј за време ратних дешавања у Југославији 90-тих година 20. вијека
У ратним дешавањима 1990тих година, музејска поставка је из безбједносних разлога склоњена на сигурно. Овај поступак се показао као оправдан јер је зграда музеја претрпела оштећења током тог периода.
Музеј у Републици Српској
Mузејскa дјелaтнoст је дјелатност од посебног друштвеног значаја и општег интереса за Републику Српску, а односи се на систeмaтскo истраживање, прикупљање, обраду, чување, стручну обраду прoучавање, заштиту, излагање и публиковање музејске грађе. Музејска дјелатност има задатак да музејску грађу, као дио националне и опште људске културне баштине, сачува, проучи и учини да буде доступна јавности.
Послије завршетка рата, Музеј је био у великим проблемима. Била је потребна поправка оштећене зграде, очување музеалија у добром стању, и стручно организовање нове сталне поставке, које без обзира на квалитет у таквим условима нису могле задовољити интерес културне јавности. У то вријеме приоритет је био формирати сталну поставку. Упркос томе, музеј је све вријеме био отворен за јавност путем повремених тематских изложби, учешћем на различитим манифестацијама и скуповима, оглашавањем у средствима информисања, стручним часописима и на друге начине.

## Поставка Музеја у Добоју, 2010. године
Прва послијератна стална музејска поставка је била комплексног типа, реализована у три изложбене сале и у расположивим просторима ходника. Тематски и хронолошки је била широког оквира. Презентованим музејским материјалом се настојало приказати регионални и локални развој различитих цивилизација и култура регистрованих на овом тлу.

### Поставка „Човјек на тлу сјеверне Босне - фрагменти из прошлости” (2010. година)
Прва послијератна стална поставка „Човјек на тлу сјеверне Босне - фрагменти из прошлости”, отворена је 4. фебруара 2010. године, послије 18. година од посљедње поставке, на којој је у три изложбене сале и просторима ходника, на зидним и одговарајућим слободним паноима, изложено око 700 експоната. Музеј је поново имао улогу и значај као некада, на којој је приказано око 700 експоната из археологије, историје, геологије и етнологије.
Тематски и хронолошки Музеј у Добоју је широког спектра. Посебан значај те поставке је у томе што је она приказује регионални и локални развој цивилизација и култура које су постојале на овом подручју, као и хронолошки стални развој од најстарије прошлости (средњег палеолита) до друге половине 20. вијека кроз неке значајније догађаје. Она свједочи о животу у римским, византијским, средњовјековним, османлијским, аустроугарском и временима до периода социјалистичке Југославије. Свака просторија је пуна едукативних табли са описима сегмената поставке на коју се односи. Поставка је само мали дио богате колекције Музеја од преко 20000 предмета и документације, већи дио стоји у депоима, али доступан посјетиоцима на упит. Поставка је константно допуњавана, она није статичка категорија.
Аутори сталне поставке из 2009. године били су: виши кустос археолог Ђоко Јовановић, виши кустос историчар Милка Ћосић и виши кустос етнолог Небојша Драгојловић, директор Музеја у Добоју. Стална поставка се финансирала из више извора. Један дио је финансирало Министарство просвјете и културе Репубике Српске а дио град Добој од редовних годишњих прихода
Пригодни водич-каталог „Човјек на тлу сјеверне Босне - фрагменти из прошлости”
Поставка је представљена и пригодним издањем водича-каталога под називом Човјек на тлу сјеверне Босне - фрагменти из прошлости (три верзије: ћирилица, латиница и енглеска верзија). Ту на 97 страна текста илустрованог са 82 фотографије музејских експоната и факсимила докумената из разних временских периода, посјетиоцима пружа дио информација о експонатима представљених на сталној музејској поставци. Каталог је је изашао из штампе 2. марта 2010. године. У публикацији су предочене историјско-друштвене теме и догађаји представљени у три цјелине: "Археологија сјеверне Босне, Добоја и добојског региона", "Осмовјековна историја добојског подручја" и "Етнографски записи с добојског региона".
Текстови у публикацији не дају цјеловито и детаљно разрјашњење представљених предмета и друштвено-историјских тема и догађања, него само наговјештавају читаоцу и посјетиоцу Музеја да одговоре на питања о културно-историјској прошлости и баштини добојског подручја могу потражити у музејским фондовима.
Археолошка поставка
Археолошки дио поставке представљен је кроз сљедеће периоде: палеолит, неолит, метално доба, антички и раносредњовјековни. Поставка указује на трагове људског постојања на просторима сјеверне Босне од прије 60.000 до 30.000 година прије нове ере или средњег палеолита. Поставка је обогаћена и керамичким предметима који су једно вријеме чувани у сарајевском Земаљском музеју, али су враћени зато што потичу са ових подручја.
Представљене су сљедеће збирке:
- Геолошка прошлост добојске регије (посебан сегмент);
- Палеолитске и мезолитске културе панонске регије;
- Неолит;
- Енолит: бакарно доба, бронзано доба, гвоздено доба;
- Римљани на Босни, Усори и Спречи;
- Византија

Историјска поставка
Историјски дио сталне поставке Музеја у Добоју, са преко 10 000 предмета из праисторијског периода и 4.000 јединица из античког и средњовјековног доба, обухвата период од средњег вијека до 1990-их година, у неколико, хронолошки, тематских увезаних цјелина (из осмовјековне историје добојског подручја): 
- Средњовјековна Усора (13. до 16. вијек) - самостална изложбена цјелина,
- Стећци - средњовјековни надгробни споменици (унутар Музеја и у припадајућем лапидаријуму),
- Усорска властела у повељама и писмима,
- Средњовјековни манастири,
- Градови – тврђаве,
- Османско доба (1520. до 1878. године) - самостална изложбена цјелина,
- Аустроугарска окупација и управа (1878. до 1918. година) - самостална изложбена цјелина,
- Први и Други свјетски рат,
- Управа и живот у заједничкој држави Југославији с периодима у Краљевини Југославији, Народно-ослободилачким ратом (НОБ-ом) и социјалистичким периодом (1918. до 1991. године).

Геолошка поставка
Геологија је представљена с петрогеним варијететима и фосилним остацима са простора добојског региона. Од изложених врста стијена наглашена је дијабаз, на чијој подлози је изграђена добојска средњовјековна тврђава. Посебну вриједност представљају фосилни остаци ријетког примјерка морског јежа.
Етнографска и етнолошка поставка
Етнографска и етнолошка поставка је представљена у три цјелине на горњем спрату музеја у ходнику и двије просторије. У највећој просторији су експонати који се ту налазе и у најновијој сталној поставки из 2022. године: модел динарске куће, колекција средстава за привређивање и приказ градске куће са краја 19. вијека.
У посебној просторији је приказана нематеријална и културна баштина: народна ношња, одјећа, модели манастира из добојске регија, прикази традиције и обичаја.
Описани су и представљени етнографски записи добојске регије (изложбом у Музеју и у публикацији која прати изложбу из 2009. године):
- Поријекло становништва и задружни начин живљења;
- Обичаји (свадба и рођење, погребни обичаји, Слава, саборовање, пољске молитве - масла, коледари, обичаји код Муслимана);
- Вјеровања;
- Становање (на селу и у градовима);
- Привређивање;
- Одијевање (на селу, распрострањеност ношњи, у градовима).

## Музеј у Добоју, током поплава 2014. године
Током катастрофалних поплава које су задесиле сјеверне дјелове Републике Српске 2014. године, нису биле поштеђене ниједна Културна Институција од изузетног значаја. Међу њима је био и Регионални музеј у у Добоју, који је претрпио знатна оштећења на инфраструктури зграде, највећа у 60 година постојања. Комплетна стална поставка музеја је спашена захваљујући директору и радницима институције, уз помоћ и колега са стране. Најтеже су били погођени дијелови зграде у подрумским просторима, гдје је услед поплаве која се акумулирала током неколико дана дошло до потпуног уништења пословног простора, главне конференцијске сале, покретног мобилијара и делимично оштећених подова и зидова археолошког депоа. Музејска грађа није погођена поплавама, али је у опасности од високе влажности. Финансирање радова је обезбеђено из фондације Принца Клауса у износу већем од 15.000 евра. Музеј је био привремено затворен и 2015. године због реконструкције и све редовне активности и манифестације су биле отказане.

## Музеј данас - Музејска поставка из2022. године
Музеј је обновљен, проширен за додатних 150 квадратних метара. Грађевински радови су трајали двије године. Поново је отворен 11. фебруара 2022. године у сврху излагања умјетничких дела академског вајара Драге Хандановића, које је овај добојски умјетник завјештао граду. Средства за проширење музеја је обезбједио Град Добој у вриједности од 224.000 КМ. На овај начин се одужује истакнутом умјетнику за његов труд, рад и допринос Граду.
Зграда у коју је смјештен Музеј у Добоју се након доградње простире на 1100 m², од чега је око 700 m² намјењено као изложбени простор. Тренутни понуђени јавности је на 450 m² а у плану је уредити и остатак.
Поставка "Фрагменти из прошлости, културно-историјско и природно насљеђе сјеверо-источне Републике Српске" (2021. године) је најновија стална поставка.
Музеј у Добоју је матични музеј општег, комплексног типа са више изложбених поставки размјештених у пет одјељења (историјско, археолошко, етнолошко, природњачко и умјетничко). Посљедње, најмлађе одјељење је посвећено легату Драге Хандановића, добојског вајара и керамичара.
Стална поставке је поучног и образовног карактера, те има за циљ подизање свијести грађана о историјском и културном богатству и разноликости, те значају и угрожености биљног и животињског свијета у региону Сјеверне Босне.

## Лапидариј и двориште музеја
Двориште Музеја није велико и односи се на површину испред Музеја. Главни разлог формирања лапидаријума је заштита средњовјековних споменика културе који се налазе у посједу музеја. У Добоју не постоји Завод за заштиту споменика па тај дио је преузео Музеј у Добоју. Двориште музеја је бетонским прилазом згради и степеницама подијељено на двије површине.
Копије стећака Војводе Момчила
У дворишту Музеја у Добоју су смјештене двије цијелине стећака: два права стећка на његовој лијевој страни и модел Стећци Војводе Момчила на њеној десној страни. Укупно је три модела стећака на тој страни. Прва копија једног од три стећка постављена је 6. октобра 2012. године. Копије три стећка израђене су од армираног натур бетона и по изгледу, димензијама и просторном положају одговарају оригиналу. Аутор копије стећака је академски вајар и керамичар Драго Хандановић. Израда је трајала готово годину дана у сарадњи са стручњацима Музеја у Добоју. Раду у музејској радионици претходио је десетодневни боравак на терену гдје су направили 19 отисака од гипсаних негатива са три стећка. Све три копије се састоје од 19 гипсаних и армираних дијелова. Копије су рађене у ситнозрнастој фракцији, тако да мрежа и квалитет бетона гарантују неограничену трајност стећака.
Оригинални стећци
Два оригинална стећка, који се такође могу видети у дворишту Музеја, радили су традиционални сеоски мајстори средњег вијека. Први стећак је постављен у лапидаријуму 19. августа 2010. године. Средњовјековни стећак тежак 6 тона дислоциран је са простора старе, унутрашње некрополе у Шеварлијама. Посљедњи стећак је пронађен у шумском дијелу насеља Какмуж на планини Озрен крајем 2012. године. Тај стећак је тежак неколико тона и потиче из средњег вијека. Један стећак, нађен у селу Осредак (општина Станари) се налази у унутрашњости Музеја као дио сталне поставке.

## Организација
У саставу Музеја у Добоју дјелује 5 организационих јединица или одјељења:
1. Археолошко одјељење,
2. Историјско одјељење,
3. Природњачко одјељење,
4. Етнолошко одјељење и
5. Умјетничко одјељење (одјељење историје умјетности или легат Драге Хандановића)

## Музејски фондови и збирке

#### Археолошко одјељење
Кроз поставку археолошког одјељења заступљени су налази који прате развој живота људи на овом подручју од најранијег палеолитског периода до османске управе у овој регији. Сталном поставком обухваћен је мањи дио цјелокупног фонда који сведочи о различитим културама и народима који су вјековима насељавали подручје регије Добој.
Први палеолитски локалитет у Босни и Херцеговини откривен је 1949. године у Макљеновцу поред Добоја, са континуитетом насељавања у посљедњих 100.000 година. Станишта средњепалеолитског човјека откривена су на локалитетима: Даниловића брдо и Грабовца брдо у Подновљу, Кадар, Камен, Палеолитски локалитет Лонџа, Хендек и Црквина у Макљеновцу, Марковац, Велики мајдан, Високо брдо у Лупљаници и Зобиште, Кушум у Карушама, Лушчић, Гај и Мала Градина у Кулашима али и много других. До 1984. године откривено је више од 100 палеолитских налазишта у долинама ријека Босне, Усоре, Укрине, Врбаса и Саве. Међу неколико пећинских палеолитских станишта у добојској регији је пећина Растуша код Теслића. Неолитски локалитети на овом подручју су: ушће Усоре, Уларице, Шије, Шеварлије, Кладари, итд. Најзначајнији локалитет старијег гвозденог доба (од VII до IV вијека п. н. е.) је Доња Долина код Градишке.
Највреднији археолошки експонати су палеолитске камене алатке са локалитета Зобиште у Доњем Детлак код Дервенте,затим бронзанодопске сјекире, келтски шљем из Ритешића код Добоја и др. Процјењује се да праисторијска збирка Музеја у Добоју броји око 10.000 јединица археолошке грађе, а античка и средњовјековна збирка око 4.000 јединица.

Посебна пажња је посвећена добојској тврђави Градина. 
Тврђава Градина није архитектонски значајна али је значајна за локалну заједницу због своје позиције и континуитета. На основу пронађених ископина процјена је да је тврђава подигнута око средине 14. вијека, највјероватније као утврђен дворац, а најбогатији слојеви археолошких ископавања и налаза везују се за период од краја 16. вијека до почетка 18. вијека, те за период Османског царства, када су Турци вршили и највеће преправке на објекту. Најинтересантнији археолошки налази добојске тврђаве датирају из 16. вијека. Посебно се издваја бронзани свијећњак, риједак налаз у Европи, израђен у облику тулипана. Од осталих налаза из тог периода највише је војног наоружања као што су врхови самострела, дијелови плочастог средњовјековног оклопа, као и дијелови керамике.
Значајан је рестаураторски рад праисторијске керамике, јединствена радионица у Босни и Херцеговини. Послије двије деценије чувања остатака стилизоване керамике, прво у Земаљском музеју у Сарајеву одакле су враћени у Музеј у Добој, приступило се обнови, конзервацији и рестауранији артефаката уз стручну помоћ добојског вајара и керамичара Драге Хандановића током 2013. и2014. године након три године рада са вишим кустосом археологом Александром Јашаревићем.
Налази овог одјељења, преко 20 000 предмета, су распоређене хрононолошки у сљедеће збирке:
| Назив                       | Опис | Слика |
| --------------------------- | --- | ----- |
| Праисторијска збирка        | Највећа је археолошка збирка у Музеју. Она броји више од половину укупних предмета археолошког одјељења. Највећи дио налаза долази са археолошких ископавања са простора сјеверне Босне. Хронолошки су заступљени сви периоди од најранијих палеолитских налаза до жељезнодобних налаза. Са истраживања праисторијских насеља на Вису, Крушковом пољу, Добору, Црквини, Брусници потиче разноврстан керамички материјал, док са праисторијских некропола у Грабовици и Липцу потиче богата збирка налаза од бронзе. Посебан дио збирке чине колекције остава бронзаног доба, са бројним и разноврсним предметима бронзанодобне индустрије. |       |
| Античка збирка              | Веома је значајна јер највећи дио ове збирке чине налази са простора античког војног логора у Макљеновцу и његове непосредне околине. Поред разноврсних налаза војне опреме ту су и предмети свакодневне употребе од керамике, кости и стакла. Посебан дио чини нумизматичка колекција са простора војног логора и цивилног насеља гдје пратимо оптицај новца од 1-4. вијека. Нешто мањи дио налаза прикупљен је откупом или поклоном. |       |
| Средњовјековна збирка       | Чине је углавном предмети који су пронађени приликом археолошких истраживања тврђава на доњем току Босне а то су: Добор, Добој и Маглај. Поред предмета свакодневне употребе попут разноврсног алата и керамике, збирку чине и богате колекције хладног наоружања и раног ватреног оружја. Са истраживања средњовјековних некропола потичу налази накита, док је иста збирка обогаћена поклонима и откупом. |       |
| Збирка из османског периода | У овој збирци као посебно издвојеном дијелу у оквиру одјељења, фокус је на период од 16. до 18. вијека. Налази потичу са археолошких ископавања на средњовјековним тврђавама на Добору, Добоју и Маглају. Нешто мањи дио налаза, углавном новца и керамичких предмета сакупљени су путем поклона или откупа у последњих више од пола вијека. Највећи дио налаза чини разноврсна кухињска и трпезна керамика, затим налази наоружања, накита, коњске опреме и новца. |       |
| Остеолошка збирка           | Ова збирка је посебан дио збирке археолошког одјељења Музеја. Њу чини колекција остеолошких налаза који потичу са археолошких истраживања праисторијских и средњовјековних некропола са подручја сјеверне Босне. Највећи дио чине налази спаљених костију са истраживања некропола културе Барица-Гређани, док остали налази потичу са ископавања средњовјековних некропола. |       |

### Историјско одјељење
Историјско одјељење Музеја у Добоју је формирано по оснивању Музеја и првобитно је било Одјељење радничког покрета и НОБ-а. Историјска стална поставка обухвата више тематских цјелина: Средњовјековна Усора, Манастири, Градови-Тврђаве, Османско доба, Аустро-Угарска окупација и управа, Добојски логор, Добојски крај у Краљевини Југославији, у Другом свјетском рату и у послијератној изградњи. Одјељење располаже са 6000 предмета.
Најновијом музејском поставком из 2022. године представљено је богато историјско насљеђе добојског краја кроз седам различитих збирки и посебним фондом Отаџбинског рата:
| Назив                                   | Опис | Слика |
| --------------------------------------- | --- | ----- |
| Збирка архивске и мемоарске грађе       | Збирка архивске и мемоарске грађе је најбројнија збирка у историјском одјељењу музеја у Добоју. Закључно са 2021. годином она броји више од 2.500 јединица архивске и мемоарске грађе. Мањи дио је доступан јавности као дио сталне поставке, остало је депоновано и доступно је посјетиоцима на упит. Сва грађа је систематизована хронолошки и временски припада периоду 19. вијека. У збирци се чувају различити документи као што су: извјештаји, рјешења, одлуке, прогласи, наредбе, позивнице, ратни дневници, чланске карте, обвезнице и сл., али и друга документа органа војних и цивилних власти, организација, друштава, институција и слично. Најбројнији су документи који се односе на раднички покрет и народно-ослободилачки рат. Поред документарне, посебну емотивну вриједност имају докумената, као што су: Проглас Покретног пријеког суда о осуђеним устаницима на смрт, спискови ухапшених Срба, Јевреја, неколико опроштајних писама устаника осуђених на смрт од стране усташке власти и други документи. Значајан број архивске грађе у збирци су преписи из других сродних установа. У збирци су и фондови мемоарске грађе учесника НОБ-а са преко 600 и фонд Отаџбинског рата са преко 400 бројева. Архивска грађа у Музеју је кориштена при писању монографија и других публикација, као и при реализацији историјских поставки, које су презентовале културно-историјску прошлост подручја Сјеверне Босне. |       |
| Збирка фотографија                      | Збирку чини колекција фотографија која је веома значајна за музеј. Састоји се од неколико хиљада фотографија. Основни критеријум за прикупљање истих је била њихова документарност. Фотографијом су овјековјечена значајна историјска збивања, ратна догађања, личности које су обиљежиле историју, науку, културу, спорт, насеља, објекате, народне ношње и др. на простору добојске регије. Фотографијом је забиљежена велика поплава у Добоју јула 1915. године, као и оне из маја 1965. године, (документовано великим бројем фотографија) и маја 2014.године, (електронска форма). У збирци су и фотографије које прате град али и израстање градова у добојској регији (Дервенте, Теслића, Брода...), као и првих жељезничких објеката, индустријских капацитета и сл. Највећи број фотографија је из периода НОБ-е и послијератне изградње добојског подручја. Од 2000. године, када у Музеју почиње употреба дигиталне технике, забиљежено је више хиљада фотографије у електронској форми. Збирка садржи и старе разгледнице градова добојске регије с почетка и друге половине 20. вијека као и двадесетак старих фото-албума. Већина збирке је тренутно у депоу или доступна на упит. |       |
| Збирка оружја, опреме и других предмета | Збирка поседује примерке ватреног и хладног оружје. Већина њих временски датира од 19. вијека до краја Другог свјетског рата. Посјетиоци ће моћи видјети експонати: пушке Манлихер, француска пушка МАС-36, Маузер-Заставина М – 24, неколико кратежа, пиштоља-револвера; Глисенти, Берета, Раст-Гасер, једнометни ловачки, занатски капислари; митраљези: МАКСИМ, МГ-08, и Мадсен 1924; бајонети, свечане официрске сабље Војске Краљевине Југославије, њемачки СС нож-Солинг, из Другог свјетског рата и сл). Ту се налазе и дијелови војне опреме и наоружања као што су: војнички шљемови, чутурице, ручне бомбе, војне униформе (официрски шињел ЈНА, официрска униформа ВРС: радно-ратна и свечана, униформа словеначке војне јединице у саставу СФОРА), опрема цивилне заштите из претходне државе, печати војних и цивилних власти...,(око 100 предмета). У збирци је и неколико старих рачунарских и писаћих машина марке: Мигнон, Тип-Тап, Грове, Халда, Андервуд, Топс, Олимпија, Бисер, Виктор. |       |
| Збирка штафета, ордења и плакета        | Ову збирку која посебно плијени пажњу, садржи: локалне штафете младости, пехари, заставе и заставице које су у послијератним радним акцијама освајале омладинске радне бригаде. Пoсебно је вриједан експонат - олимпијска бакља, која је ношена на добојском подручју приликом одржавања Зимских олимпијских игара 1984. године у Сарајеву. У збирци су чувају и одликовања, ордење и плакете, која су додјељивана појединцима и институцијама у претходној држави за различите заслуге. Збирка тренутно броји преко 250 предмета. |       |
| Збирка штампе и диплома                 | Збирку чине примјерци послијератне штампе добојске регије. Ту се могу пронаћи новине од педесетих година прошлог вијека као што су: Дервентски лист, добојски Глас комуна, бродски Наш лист, Борбино ванредно издање на Омладинској прузи Шамац-Сарајево, 1947. године. Даље, ту су и дипломе додјељиване појединцима, установама и организацијама, а поводом разних јубилеја и посебни примјерци каталога. Збирка садржи и штампу везано за Отаџбински рат и вријеме стварања Републике Српске (Српска војска, Крајишки војник, Српска вила, Видовдански, Петровдански и Илиндански билтен, Тенкист, Возућица, Озренске новине, Глас Требаве, Круна, Глас Озрена, Свитања, Озренски видици, Истина, Удрим...). |       |
| Збирка старих рукописа                  | Ово није велика збирка, броји 25 бројева и чине је фотокопије средњовјековних повеља, дописа, разрјешница из Дубровачког архива, које имају значај за подручје дјеловања Музеја. |       |
| Збирка плаката                          | Ово је најмлађа збирка по времену формирања у Музеју. У њој су плакати, леци, политички и страначки програми, памфлети и други промотивни материјал, од 80-их година прошлог вијека укључујући и период од увођења парламентаризма од (1990). године па до данашњих дана. Плакатом су најављивани политички, привредни, спортски, културно-просвјетни и други догађаји на регији. Одјељење је смјештено у приземљу Музеја, а у виду декорација поједине фотографије су постављене као тапете на ходнику горњег спрата као увод у етнолошку збирку. |       |

### Етнолошко одјељење
Етнолошко одјељење Музеја у Добоју чува етнографске записе добојског краја. Одјељење етнологије броји око 2.000 музејских предмета који су од 2008. године распоређени у седам збирки:
| Назив                       | Опис | Слика |
| --------------------------- | --- | ----- |
| Кућа и елементи архитектуре | Етнолошка збирка обухвата предмете који су у вези народног градитељства градске и сеоске архитектуре. У Музеју је постављена Динарска кућа из прве половине 20.тог вијека, пренесена са подручја планине Озрен у околини Добоја која је, због своје величине, скраћена да би се уклопила у простор. Унутар ње су двије просторије и поткровље са карактеристичним намјештајем и употребним предметима. |       |
| Покућство                   | Покућство је дио етнолошке збирке коју чине сакупљени предмета које се односе на намјештај, посуђе и текстилно покућство градског и сеоског кућног ентеријера. У збирци се истичу троја врата која су примјер стила. |       |
| Привређивање                | Приказано је као дио етнолошке збирке која обухвата предмете примарног (земљорадња и сторчарство) и секундарног (воћарство, пчеларство, саобраћај, лов и риболов и допунско привређивање) привређивања. |       |
| Занати и трговина           | Ову збирку чине предмети који се односе на све занате којим су се бавили људи на простору који Музеј у Добоју покрива својом дјелатношћу. |       |
| Кућна радиност              | Збирку чине предмети који представљају прибор и процес производње у оквиру кућне радиности, као што су: справе за прераду влакана, ткачке справе и помагала и прибор и мустре за шивење, вез и плетење и сл. |       |
| Одијевање                   | Збирку чине предмети који се односе на сву градску и сеоску одјећу, обућу, накит и украшавање. |       |
| Нематеријална баштина       | Чине је предмети, документи и фоно, аудио-видео и фото записи који се односе на друштвени живот и духовну културу. У претходној сталној поставци музеја под називом "Човјек на тлу Сјеверне Босне" посебна просторија на горњем спрату је била посвећена овој збирци али је дио веће поставке. Као дио колекције Музеја су и макете четири манастира који се налазе на подручју надлежности Музеја у Добоју, а то су: манастир Озрен, манастир Липље, манастир Ступље и манастир Удрим (остаци). Адаптирано поткровље Музеја је уређено експонатима нематеријалне културне баштине, 10 нових тематских цјелина у 10 засебних ниша. |       |

#### Нематеријално културно насљеђе добојске регије
Изложба “Нематеријално културно насљеђе добојске регије” је отворена 4. новембра 2024. године у намјенски адаптираном простору у поткровљу Музеја на 150 m2 у оквиру 10 ниша, односно представљених тема. Дио је сталне поставке етнолошког одјељења Музеја у Добоју. Изложбу чине сљедеће цијелине
- ћирилица,
- слава - крсно име,
- саборовање око цркава и манастира,
- брање траве иве на Озрену,
- корпарство/плетарство у Посавини,
- клесари са Озрена,
- легенде о стећцима,
- коледарице,
- грнчарство и
- добојски градитељи виолина.

Издата је и пригодна публикација нумерисана бројем 1. Изложба је планирана да буде динамичког карактера, гдје би теренска истраживања и радионичке активности и пратеће изложбе биле дио једног центра за истраживање, документовање и презентовање елемената нематеријалне културне баштине са простора сјевероистока Републике Српске, односно Босне и Херцеговине. Аутор изложбе и публикације је Небојша Драгојловић, виши кустос етнолог и директор Музеја. У припреми изложбе, уз остале запослене Музеја и сараднике, учестовао је и добојски вајар Драго Хандановић.

### Природњачко одјељење
Богатство биљног и животињског свијета добојског краја, али и шире добојске регије и регије Сјеверне Босне се очитује кроз сталну поставку Музеја из 2022. године. У оквиру ове поставке приказане су већи дио присутних врста биљака и животиња од којих су многе угрожене утицајем човјека на њихово природно станиште.
Богата флора и фауна Сјеверне Босне представљена је у 7 визуелних цјелина у оквиру истог одјељака и на занимљив, живописан начин, приказује биљни и животињски свијет наших крајева с посебан осврт на два карактеристична станишта краја а то су планина Озрен и подручје резервата Тишина у општини Шамац. На малом простору музејски радници су се потрудили да креирају осјећај као да се посјетиоци налазе у шуми или мочвари. На веома лако сагледљив начин, ова поставка приказује богатство природног насљеђа на нашим просторима тако да посјетиоци могу да на једном мјесту виде и упознају се о многим врстама из флоре и фауне добојског краја, које иначе ријетко сусрећу у природи. То је велики образовни потенцијал и значајан је посебно за младе генерације.
На самом улазу у одјељење, са десне стране, је витрина са водоземцима. На пратећој едукативној табли су подаци о гмизавцима и водоземцима. Приказана колекција броји 10 мокрих препарата. У продужетку је низ од 12 мокрих препарата змија уз велике едукативне табле са двојезичним натписом (на српском и енглеском језику) за сваког од њих. Многе експонате је изузетно тешко прикупити јер су неке врсте веома ријетке и ова поставка је у сталном уређењу.
Историјат одјељења
Природњачко одјељење Музеја у Добоју је млађа збирка у Музеју. Збирка је формирана у посљедњих неколико година. Покушаји оснивања природњачког одјељење Музеја у Добоју може се везати за Винка Калиха, који је своју збирку препарираних инсеката, биљака и животиња почетком 70-их година 20. вијека покушао реализовати у нашем музеју али је због промјене посла и селидбе у Тузлу 1974. године са собом понио и ту збирку која је и данас основа природњачког одјељења у Тузли. Пријемом биолога од 2012. године, Музеј у Добоју почиње са формирањем овог одјељења. Врше се истраживања природног насљеђа и пристизање првих експоната у музејске збирке са простора који Музеј својим дјеловањем покрива.
У 2022. години реализована је и изложба, која постаје саставни дио сталне музејске поставке. У овом одјелењу се од 2022. године налази преко 200 предмета разврстаних у неколико засебних збирки:
| Назив                           | Опис | Слика |
| ------------------------------- | --- | ----- |
| Палеонтолошка збирка            | Палеонтолошка збирка обухвата налазе квартарних бескичмењака, кичмењака и фосилне флоре при чему је подјела базирана на хроностратиграфској класификацији. Збирка остатака кичмењака састоји се од остатака риба и сисара. Палеонтолошки материјал састоји се и од дијелова мамутових костију. Палеоботаничку збирку чине остаци виших и нижих биљака, сачуваних претежно у виду лиснатих отисака и дијелова окамењених стабала и грана. Стијене с фосилним остацима чврст су доказ о геолошкој прошлости и биолошкој еволуцији. Због временског периода настанка и тематски је везана за археолошко одјељење па ту збирку дијеле оба одјељења и просторно је смјештена у централни дио доњег спрата Музеја. |       |
| Петрографско-минералошка збирка | Ову збирку чине узорци минерала и стијена са подручја сјеверне Босне и вриједна је презентација цјелокупне геолошке прошлости на простору добојске регије али и цјелокупне регије Сјеверне Босне. Постаљена је у централну салу са археолошким одјелом. Остатак збирке природњачког одјељења Музеја (флора и фауна) постављена је у посебној просторији отвореној након посљедње реконструкције и проширења зграде Музеја. |       |
| Херпетолошка збирка             | Чини је збирка водоземаца и гмизаваца и састоји се од влажних и сувих препарата. Сталном поставком из 2022. године презентовано је 14 змија које се налазе у мјестима које припадају добојском крају, али су репреѕентативне и за цијелу сјеверну Босну. Експонати су презентовани у форми влажних препарата уз детаљну едукативну таблу везану за сваки експонат. |       |
| Ихтиолошка збирка               | Ова збирка природњачког одјељења Музеја садржи колекцију влажних и сувих препарата риба сакупљених на територији цијеле сјеверне Босне. Сталном поставком из 2022. године презентоване су 33 рибе у двије визуелне цјелине. |       |
| Зоолошка збирка                 | Ова збирка природњачког одјељења Музеја броји углавном дермопластичне препарате кичмењака. Колекција сисара је знатно мања, али са репрезентативним примерцима и представља типичну фауну нашег подручја са посебним приказом двије колекције: - Ријетке и угрожене врсте мочварно-барског комплекса Тишина и - Планина Озрен, односно Ендемске, ријетке, заштићене и угрожене врсте на Озрену. |       |
| Збирка гљива                    | Ова збирка природњачког одјељења Музеја садржи 70 макета гљива на територији цијеле сјеверне Босне. |       |

#### Свијет гљива (изложба)
Изложба “Свијет гљива” је отворена 3. децембра 2024. године. Дио је сталне поставке Природњачког одјељења Музеја. Аутор изложбе и пратеће публикације је Вукашин Зекић кустос биолог. Изложбом је обухваћено 70 макета гљива, постављених је у засебном простору на спрату зграде.

### Одјељење историје умјетности
Најновије одјељење у Музеју, које је званично отворено 11. фебруара 2022. године, чини збирка награђених радова које је добојски вајар Драго Хандановић завјештао Граду Добоју. Музеј је обновљен и проширен да би могао прихватити збирку умјетнина. Управо је Гранд-при награда Хандановића 2018. године била подстицај за проширење Музеја у Добоју. Поклоњена збирка броји 100 умјетничких дијела са комплетном пратећом документацијом. Дио је изложен у сталној поставци Музеја. Ријеч је о 38 најљепших дијела израђених у керамици, односно мајорици перфорираног глиненог тијеста и теракоти. То су дијела која су била изложена на многим ликовним догађањима и значајним изложбама код нас и у свијету. Сва изложена дјела су потврђена као вриједности многим признањима, укључујући и значајну награду Удружења ликовних умјетника примјењених умјетности и дизајнера Босне и Херцеговине Гранд При награду за керамику,, највећим признањем у Босни и Херцеговини за 2018. годину., Умјетничка поставка се састоји из два дијела. Овај Хандановићев поклон сматра се зачетком одјељења историје умјетности. Остатак умјетнина је депонован и у плану је да се излаже као мобилна, гостујућа изложба.
- Скулптуре Драге Хандановића у Музеју у Добоју

## Привремене активности и догађаји
Поред сталне поставке Музеја, периодично се одржавају и разне друге активности или изложбе. Активности се реализују у склопу културног календара Добоја или као независне манифестације.
Манифестације у музеју
Посебан вид дјелатности ове институције представља учешће у организацији и реализацији манифестација фестивалског карактера са међународним учешћем. Посебно се истичу сљедеће активности: 
- Међународни фестивал археолошког филма[61]

Фестивал је реализован у сарадњи са Народним музејем из Београда. Било је три фестивала као годишњи догађај од 2011. до 2013. године.
- Међународни фестивал етнолошког филма[63]

Фестивал је реализован у сарадњи са Етнографским музејом из Београда. Фестивали су се реаизовали 2011. и 2017. године.
Културни догађаји
У Музеју у Добоју је 2. новембра 2011. године представљена књига "Школска завичајна збирка ' идеја и стварност", аутора Живка Секулића из Бање Луке, у издању Педагошког завода Републике Српске autora.
Музеј је обиљежио важан јубилеј - 60. година постојања 2016. година низом активности. Радно вријеме музеја је у том периоду продужено (понедјељак-петак од 7 до 20 часова, субота од 9 до 14 часова).
Изложбе Музеја у Добоју
Уз сталне поставке Музеј је организовао низ привремених изложби.
Гостујуће изложбе у Музеју у Добоју
- Изложба "Крајишки Срби у Војводини у 20. веку", гостујућа изложба Музеја Војводине, 3. децембра до 15. децембра 2010. године.[69][70]
- Изложба посвећена ћириличном писму, од 27. фебруара до краја марта 2013. године.[71]
- Изложба „Моје Јадовно“ коју је организовало Удружење грађана „Јадовно 1941“ из Бањалуке.[72] отворена од 4. априла до 14. априла 2013. године.
- Изложба паноа националних споменика „Културно памћење - благо које нестаје“, гостујућа изложба у организацији Комисије за очување националних споменика БиХ, отворење 16. октобра 2013. године.[73]
- Изложба "Тврђаве на Босни" (од 26. јуна до 30. септембра 2015. године)[74][75][76]
- Изложба "Геодезија-зашто, како, чиме" (1. марта до 1. октобра 2016. године), гостујућа изложба Музеја науке и технике из Београда.[77][78][79][80]
- Изложба "Топот келтских коња", гостујућа изложба словеначког Толминског музеја (23. април 2017 — мај 2018. године)[81][82][83]
- Изложба "Немањићи - рађање краљевине" (од 16. маја до 31. маја 2019. године).[84]

Гостовања изложби Музеја у Добоју у другим музејима
Гостовање у Теслићу, јануара 2012. године отворена је изложба макета манастира добојског краја.
Гостујућа изложба Музеја у Добоју: „Живот у бронзи – оставе касног бронзаног доба из Музеја у Добоју“,аутора MA Александра Јашаревића, у трајању од 3. до 25. фебруара 2016. године (тема: бронзанодобна металургија - остава оружја и оруђа из Мајдан/Риџала, керамичке посуде и накит из Липца, те пољопривредно оруђе из Грапске, тродимензионални предмети).
Изложба "Добојски логор, култура сјећања 1915-2015" гостовала је широм Републике Српске: у Музеју Стара Херцеговина у Фочи на манифестацији Ноћ Музеја отвореној 2016. године, онда је отворена 15. јуна у Палама, а 12. новембра 2016. године је отворена у Музеју Херцеговине у Требињу. Изложба је креирана уз помоћ Архијерејског намјесништва Српске православне цркве и средњошколаца града Добоја.
У оквиру Међународног сајма књига и 26. изложбе „Арт Експо“ 2022. године представљен је дјелокруг рада Музеја у Добоју на главној бини у организацији Покрајинског секретаријата за културу, јавно информисање и односе с верским заједницама.
Привремене едукативне активности
У склопу музеја одржавала се и школа грнчарства коју је водио академски вајар Драго Хандановић 2014. године, који је и аутор реплика три стећка постављених у дворишту Музеја. Стећци су посвећени Војводи Момчилу, његовој супрузи и његовој власти. У сарадњи са Народном библиотеком Дервента организована је грнчарска радионица априла 2012. године. Полазници су савладали основе моделирања на грнчарском колу које подразумјевају три основна процеса: центрирање, извлачење и отварање. Радили су отворену и затворену посуду и на крају патинирање.

## Стручни рад
Стручни кадар Музеја у Добоју дао је значајан допринос истраживању, очувању и промоцији културно-историјског насљеђа добојског краја. Издвојена су постигнућа у неколико од многих поља дјеловања Музеја у Добоју

#### Допринос у археологији
Стручњаци музеја радили су на значајним археолошким налазиштима у добојском крају али и шире као самостални пројекти или у склопу већих домаћих и међународних истраживачких пројеката. Испитивање локалитета и систематска истраживања у Макљеновцу спроводио је и финансирао Музеј у Добоју почевши од 1958. године а посебно 1963. и 1964. године. То су само дио истраживања археолошких локалитета добојског краја који има велики потенцијал. 
У новије вријеме издваја се учешће археолога Музеја у пројекту „Палеолит сјеверне Босне“ од 2006. до 2010. године, заједничком подухвату Музеја Републике Српске, Завода за заштиту културно-историјског и природног насљеђа Републике Српске и универзитета у Кембриџу, а касније и Лестер Универзитета. Прикупљени археолошки материјал се истражује и складишти у Музеју у Добоју.
Александар Јашаревић, виши кустос-археолог је дао значајан допринос развоју археологије на овом подручју. Током рада у Музеју у Добоју поднио је 22. фебруара 2013. године, петицију/приједлог за проглашење археолошког локалитета: Праповјесно насеље на Вису код Дервенте, националним спомеником Босне и Херцеговине. Такође, истог дана поднио је петицију за палеолитске локалитете у Макљеновцу код Добоја.
Значајан допринос дају и у археолошким истраживањима прошлости добојског краја. Руководио је радовима на локалитету Манастира Удрим који су започели у октобру 2018. године, а трајали и наредне године. посебно на раду на добојској тврђави 2016. године десетак дана, а онда наредне 2017. године од марта до краја маја.
Значајан допринос археолошком истраживању Манастиру Папраћа 2022. године.
Учествује у пројекту "Ревитализација средњовјековног насљеђа Сарајевско-романијске регије - фаза један" гдје се три мјесеца радило на резиденцијалном комплексу на подручју Пала који је припадао династији Павловић. Значајни радови су и на археолошким ископавањима на локалитету Грич-Хрватиновићи у општини Тешањ.
Стручњаци Музеја учествују у бројним активностима, као што је учешће у изради студија о споменицима о народноослободилачком рату у Босни и Херцеговини, објављеној јула 2020. године.

#### Допринос у етнологији
Етнологија је заступљена од самог оснивања Музеја. У новије доба посебно се издваја рад на нематеријалној културној баштини - Берба ивa траве на планини Озрен. Активност је уврштена 2011. године у Службену листу нематеријалне културне баштине (НКБ) Републике Српске и Босне и Херцеговине, а 2018. године уписано је на УНЕСКО-ов Репрезентативни списак нематеријалне културне баштине човјечанства. Номинацију је припремио за Унескову листу нематеријалног културног насљеђа још 2016. године. Чланови Комисије за сарадњу Босне и Херцеговине с Унеском подржали су 31. марта 2016. номинацију елемента „Брање траве иве на Озрену” за упис на листу нематеријалне културне баштине човјечанства.
Презентације нематеријалног културног добра добојског краја је дио и изложби музеја и промоције исте на манифестацијама у земљи и иностранству. Изложба “Свјетско нематријално насљеђе са простора Републике Српске на УНЕСКО-вој листи”, отворена 3. јуна 2019. године у изложбеном простору Општине Града Солуна, приређена је уз ангажман Представништва Републике Српске у Грчкој. Изложбу је отворила шеф Представништва Јелена Јовановић Атханасиоу, а свечаном отварању присуствовали су директор Музеја Републике Српске Миладин Савић, музејски савјетник етнолог Владимир Ђукановић и M.Sc. Небојша Драгојловић, виши кустос етнолог и директор Музеја у Добоју. Иста изложба је представљена у Бечу током октобра 2019. године, чиме је уједно затворена манифестација "Дани Србије и Српске у Аустрији". Рад на елаборату везаном за бербу траве Иве допринио је и да се децембра 2021. године прогласи Заштићено станиште Гостиљ, које се простире на подручју града Добоја на укупној површини од око 132 хектара, чиме је завршен дванаестогодишњи процес на институционализацији те очувању овог природног и културног насљеђа.

#### Допринос на пољу културе
Добојски умјетник Драго Хандановић је као сарадник обавио и значајан рестаураторски рад у лапидаријуму Музеја - копије стећака војводе Момчила (2013. године) и археолошке збирке - 20 керамичких посуда, односно остатака стилизоване керамике украшених ритуалним формама из периода неолита, енеолита, бронзаног и гвозденог доба, који потичу са локалитета на подручју Добоја, Дервенте (највећа колекција је са подручја Вис Модран), Брода и Модриче (2013. и 2014. године).. Задатак умјетника је био да на основу керамичких фрагмената направи одговарајућу форму, уз обавезу да сачува разлику између оригиналне ископине и рестаурираног дијела. Рестаурирани дијелови праисторијске керамике су дио сталне поставке.

## Сарадња са локалном заједницом
Музеј у Добој је значајан центар културе и носилац очувања културног и историјског наслијеђа и важна је тачка у туристичкој промоцији града Добоја. Посјета Музеју је дио службених протокола званичних посјета Граду Добоју али и препорука путника шта видјети у Добоју.
Посјетиоци изложби могу наћи цјеловито и детаљно разјашњење представљених предмета и друштвено-историјских тема и догађаја, као и одговоре на питања о културно-историјској прошлости и баштини подручја који се могу потражити у музејским фондовима.
Музеј има и едукативан карактер и може имати велику улогу у образовном процесу. Стална поставка је дјелимично усклађена са наставним планом и програмом што омогућава реализацију часове историје, биологије, екологије и ликовне умјетности у Музеју доживе на интересантан начин и тако лакше савладају градиво. Организоване су посјете ученика основних и средњих школа као и званичних посјетилаца града Добоја као и бројних организованих група.
Иако Музеј у Добоју нема музејског педагога, сви запослени се надају да ће нова поставка посебно привући младу публику у Музеј, што је са становишта Министарства просвјете и културе посебно значајно, с обзиром да је развој публике један од пет стратешких циљева зацртаних у Стратегији развоја културе Српске.

## Промоција дјелокруга рада Музеја у Добоју
Током више деценија рада Музеја у Добоју рад је био комбиновани - од манифестационог рада као што су изложбе, промоције и да буду видљиви на локалној културној и туристичкој сцени до стручног, кустоског рада и рада у депоима те теренско истраживање и сакупљање предмета.
Музеј дјелује и образовно у сарадњи са васпитно-образовним установама на подручју Града Добоја и Туристичком организацијом Добој (ТОД).
Основна намјера нове поставке је подизање свијести посјетилаца о културном и историјском богатсву добојског краја, те разноликости, значају и угрожености живог свијета у домаћим крајевима.
Промоција дјелокруга рада музеје реализује се и кроз многе тематске изложбе и исте су и презентоване и на другим локацијама.
Од 20. јуна 2022. године посјетиоци Музеја могу користити викимедијине вишејезичне кјуар кодове да сазнају више о појединим експонатима. Тиме је Музеј у Добоју постао други музеј у Босне и Херцеговине који користи наведену технологију, послије Музеја Старе Херцеговине у Фочи, а прије Музеја Херцеговине у Требињу.
Истичу се публикације о сталним поставкама. 

## Директори институције
Директори Музеја у Добоју, по редосљеду на основу података из Музеја у Добоју, били су:
1. Оливера Ћулибрк, етнолог (1956—1969);
2. Бранко Белић, археолог (1959—1972);
3. Предраг Вучковић (1972—1976);
4. Бранко Белић, археолог (1976—1980);
5. Добрила Бјелић, етнолог (1981—1986);
6. Хаџија Хаџиабдић, историчар (1986—1992);
7. Добрила Бјелић, етнолог (1992—2000);
8. Милка Ћосић, виши кустос историчар (2000—2003);
9. Ђоко Јовановић, археолог (2003—2008);
10. Небојша Драгојловић, виши кустос етнолог (2008-...)

## Информације за посјетиоце
Посјете музеју су омогућене сваког радног дана од 7.00 до 16.00 часова. Улаз је бесплатан за све посјетиоце.
Приземље зграде је високо али је обезбјеђен теретни лифт, који је доступан на упит. Спрат Музеја није лако доступан особама са инвалидима.
Приземље Музеја је посвијећено сталној поставци археолошког, историјског и природњачког одјељења. У великој сали је доступно и ограничено подручје за одмор и интеракцију са посјетиоцима.
Спрат са двије велике просторије и припадајућем ходнику су посвијећено етнолошком одјељењу и одјељењу за историју умјетности (легат Драге Хандановића). 
Поткровље Музеја је реконструисано и у току је припрема за нову поставку посвећену нематеријалној културној баштини.
На спрату Музеја, у дијелу зграде гдје је смјештено етнолошко одјељење на екрану је могуће одгледати тематски видео на екрану причвшћеним за зид и послушати припадајући звучни запис преко слушалица. Иста услуга је доступна и на три екрана у поткровљу Музеја гдје је смјештена збирка нематеријалне културне баштине.
Од 20. јуна 2022. године посјетиоци Музеја могу користити викимедијине вишејезичне кјуар кодове да сазнају више о појединим експонатима.

## Галерија

### Музеј у Добоју
- Изглед Музеја у Добоју

### Двориште-лапидаријум Музеја у Добоју
- Изглед Музеја у Добоју

### Први спрат
- Археолошко одјељење Музеја у Добоју, 2022. године

- Историјско одјељење Музеја у Добоју, 2022. године

- Природњачко одјељење Музеја у Добоју, 2022. године

### Други спрат
- Етнолошко одјељење Музеја у Добоју, 2022. године

- Одјељење историје умјетности Музеја у Добоју - Легат Драге Хандановића, 2022. године

- Природњачко одјељење Музеја у Добоју - Свијет гљива, 2024. године
- Изложбени простор намјењен за колекцију гљива

### Поткровље Музеја у Добоју
У припреми!